# 曼达瓦
曼达瓦（Mandawa），是印度拉贾斯坦邦金基农县的一个城镇。总人口20717（2001年）。

## 人口
该地2001年总人口20717人，其中男性10552人，女性10165人；0—6岁人口3805人，其中男2006人，女1799人；识字率57.73%，其中男性为69.66%，女性为45.34%。